# Paramaker
Paramaker foi uma empresa brasileira do gênero network privada. Foi a primeira empresa deste gênero no Brasil, e contava com 5.000 canais e 550 milhões de visualizações por mês em 2015.
Foi fundada pelo YouTuber e empresário Felipe Neto, e atualmente é subsidiária da multinacional francesa Webedia[carece de fontes?] que adquiriu a mesma em 2015, e administra canais como Parafernalha, e IGN Brasil. Também administrou a TGS Brasil, que foi extinta após a compra pela Webedia.

## História
A Paramaker foi fundada em meados de 2012, e criou e produziu conteúdos originais, além de administrar e fundar a The Game Station Brasil, que foi extinta em 2015. O nome veio da fusão entre a Parafernalha e a gigante americana Maker Studios, surgindo assim, a Paramaker.
Após a venda da empresa, vários canais da mesma foram excluídos no YouTube, além de suas redes sociais. Muitos youtubers continuaram com seus respectivos contratos com a network, perdendo de 10 a 30% da receita, sem nenhum suporte ou retorno da empresa.